# Karim Ketelaer
Karim Ketelaer (* 25. Juli 1993 in Bingen) ist ein deutscher Handballtorwart.

## Sportliche Karriere
Ketelaer begann mit dem Handballspielen bei der HSG Rhein-Nahe Bingen. Jahre später besuchte er das Handball-Internat des TV Großwallstadt. Danach wechselte er zum TV Groß-Umstadt, für den er in der 3. Liga spielte. Im Jahr 2013 schloss sich Ketelaer der HBW Balingen-Weilstetten an und wurde sowohl in dessen zweiter als auch erster Mannschaft eingesetzt. Mit der ersten Mannschaft bestritt er vier Spiele in der Bundesliga.
Im Alter von 21 Jahren beendete er seine Profikarriere und schloss sich im Jahre 2015 seinem Jugendverein HSG Rhein-Nahe Bingen in der Oberliga RPS an. Zur Saison 2018/19 wechselte er zum Ligakonkurrenten Sportfreunde Budenheim.